# شعار بوتان
شعار بوتان (بالدزونكا: རྒྱལ་ཡོངས་ལས་རྟགས་)، هو شعار النبالة الخاص بمملكة بوتان. ويحتوي شعار بوتان على عدة عناصر من علم بوتان، مع تصميم فني مختلف قليلاً، ويحتوي أيضًا على الكثير من الرموز البوذية الماهايانية.
تم تصميم شعار بوتان الوطني من قبل فنان منغولي بواسطة القلم، بتكليف من آشي تاشي دورجي، أخت الملكة الكبرى. الدورجي (بالسنسكريتية: Vajra) كان سلاحاً استخدمه غورو رينبوتشي (بادماسامبهافا) لقمع الأرواح الشريرة.
الوصف الرسمي للشعار هو كما يلي: